# Ignazio Albertini
Ignazio Albertini či Albertino (kolem 1644 – 22. září 1685, Vídeň) byl italský houslista a hudební skladatel.
Působil ve Vídni ve šlechtických službách, naposledy jako dvorní hudebník Eleonory Mantovské, vdovy po císaři Ferdinandu III. Zemřel následkem pobodání, přesné okolnosti vraždy nejsou dnes známy. Jako skladatel je znám pro jediné, posmrtně vydané, dílo: Dvanáct houslových sonát (1692).